# Plaza de las Fuentes (Bakú)
La plaza de las Fuentes (en azerí:Fəvvarələr meydanı) es una plaza en el centro de Bakú, capital de Azerbaiyán.

## Historia
La plaza de las Fuentes fue construida por el arquitecto de Azerbaiyán Gasim bey Hajibababeyov durante el gobierno soviético. El nombre de la plaza deriva de la presencia de docenas de fuentes en este lugar. La plaza se llamaba anteriormente Parapeto, y a menudo se hace referencia a la plaza con ese nombre.
La plaza es un lugar de encuentro de la gente, especialmente después de los horarios comerciales y durante el fin de semana. Es un punto de atracción turística en Bakú, con muchas tiendas, restaurantes y hoteles. Este es uno de los lugares más concurridos y animados de la ciudad. En esta plaza se organizan muchos festivales, espectáculos y celebraciones públicas.
Bakú cuenta con diversas fuentes hermosas, en localizaciones como el parque del Gobernador o el parque Filarmónico, pero la diferencia con la plaza de las Fuentes es la cantidad y diversidad de las fuentes, los paseos peatonales y las esculturas en torno a las fuentes.
En 2010 la plaza fue renovada por las autoridades de Bakú.

## Galería

Plaza de las Fuentes
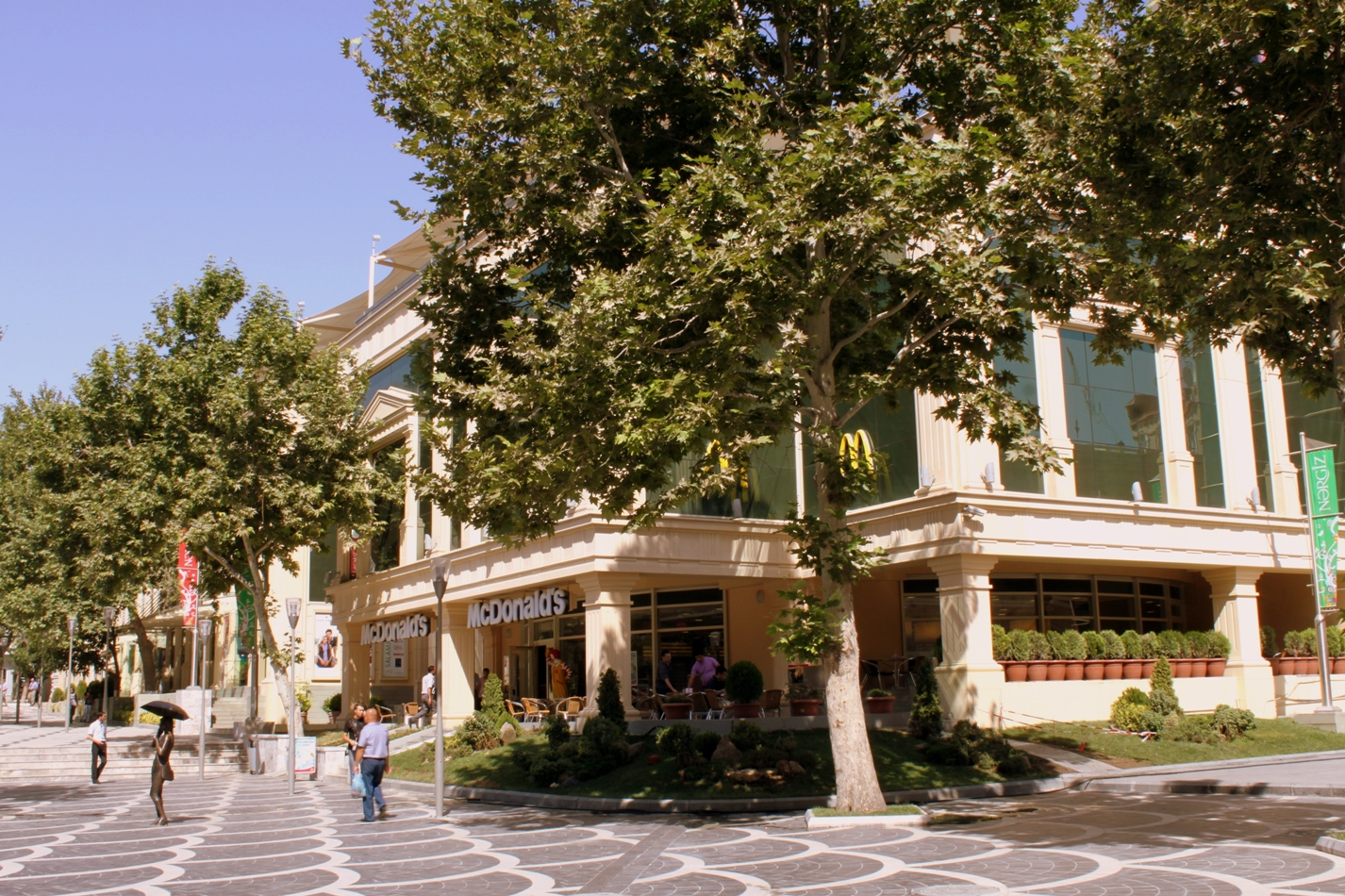
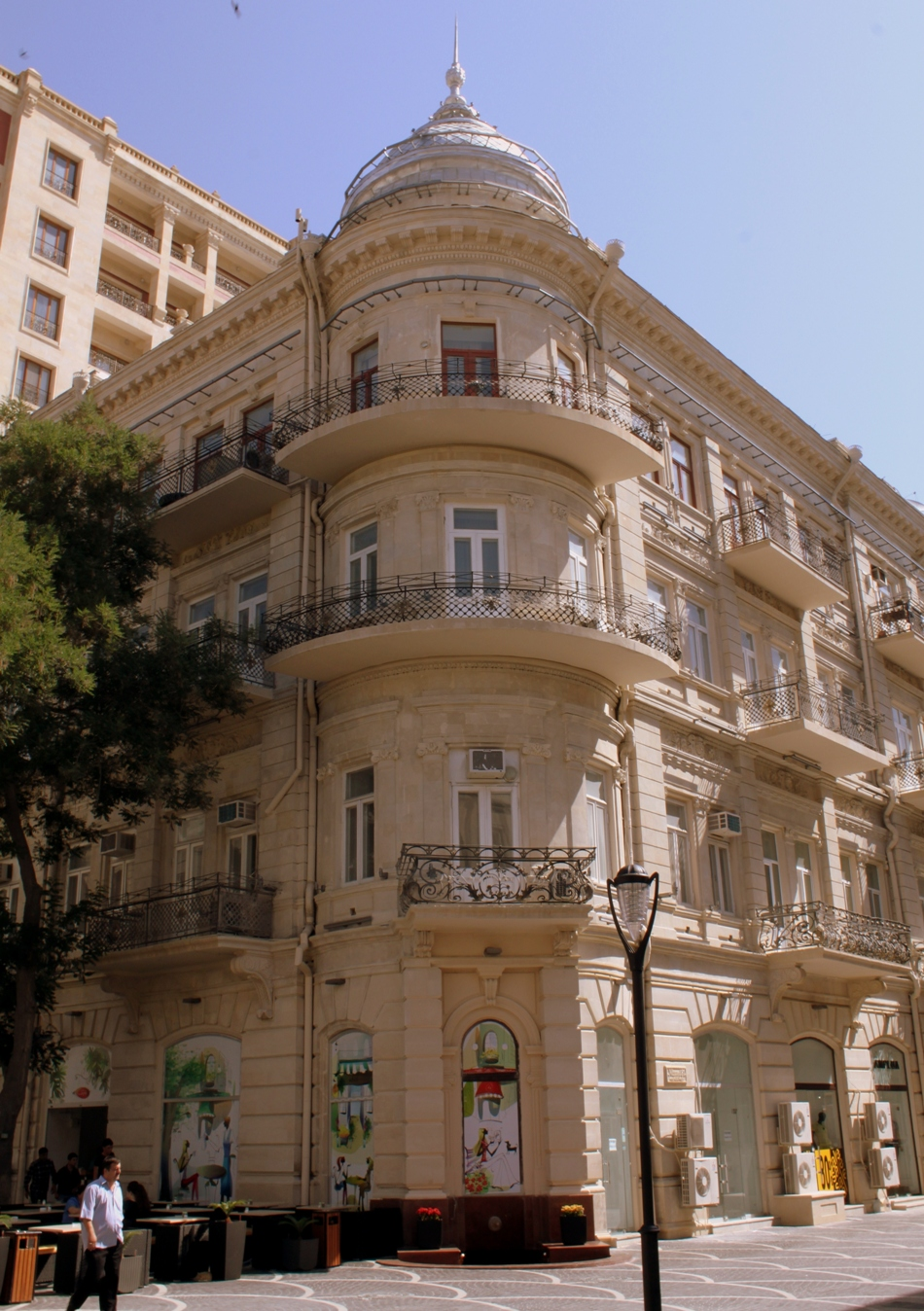
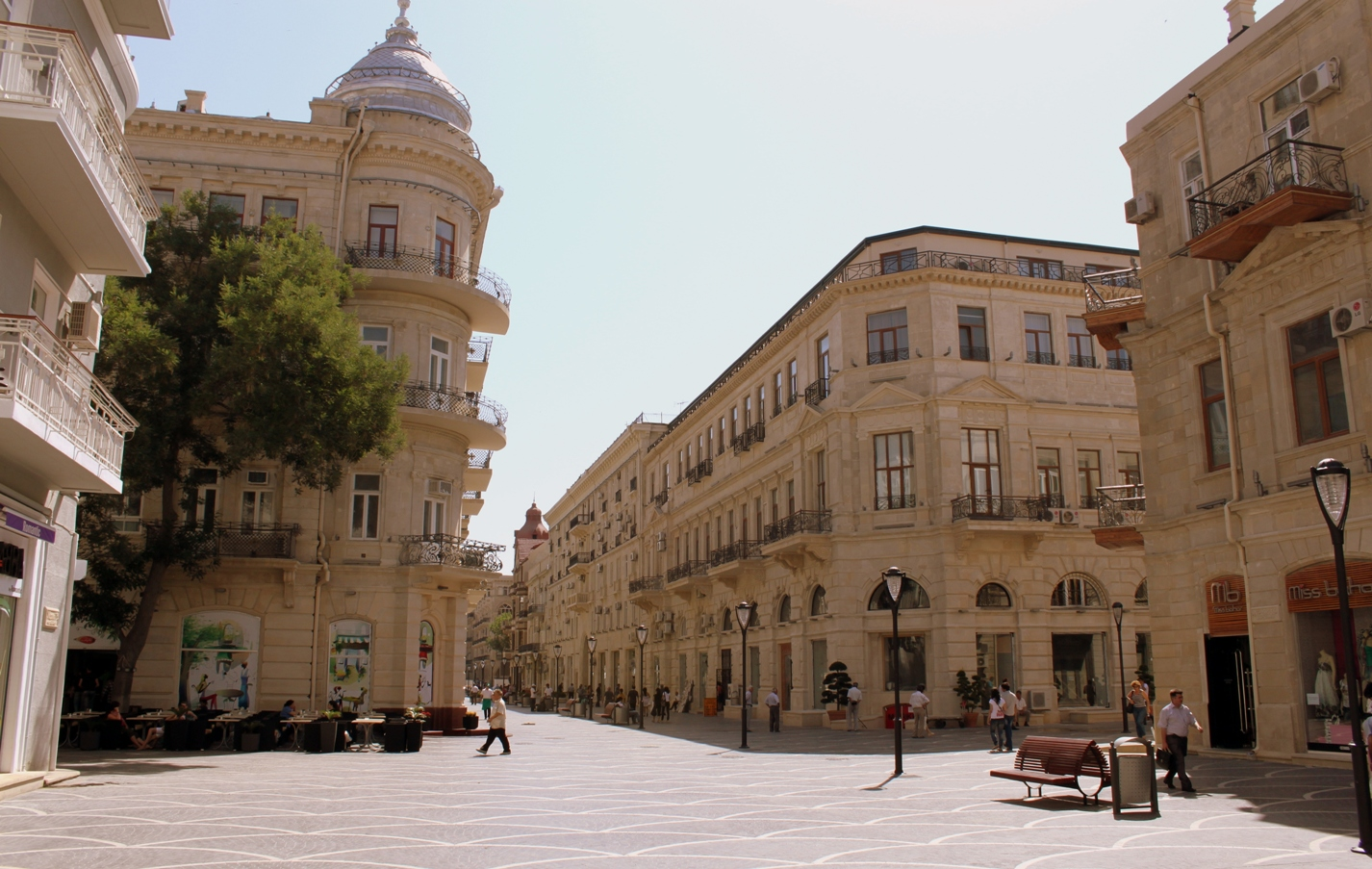
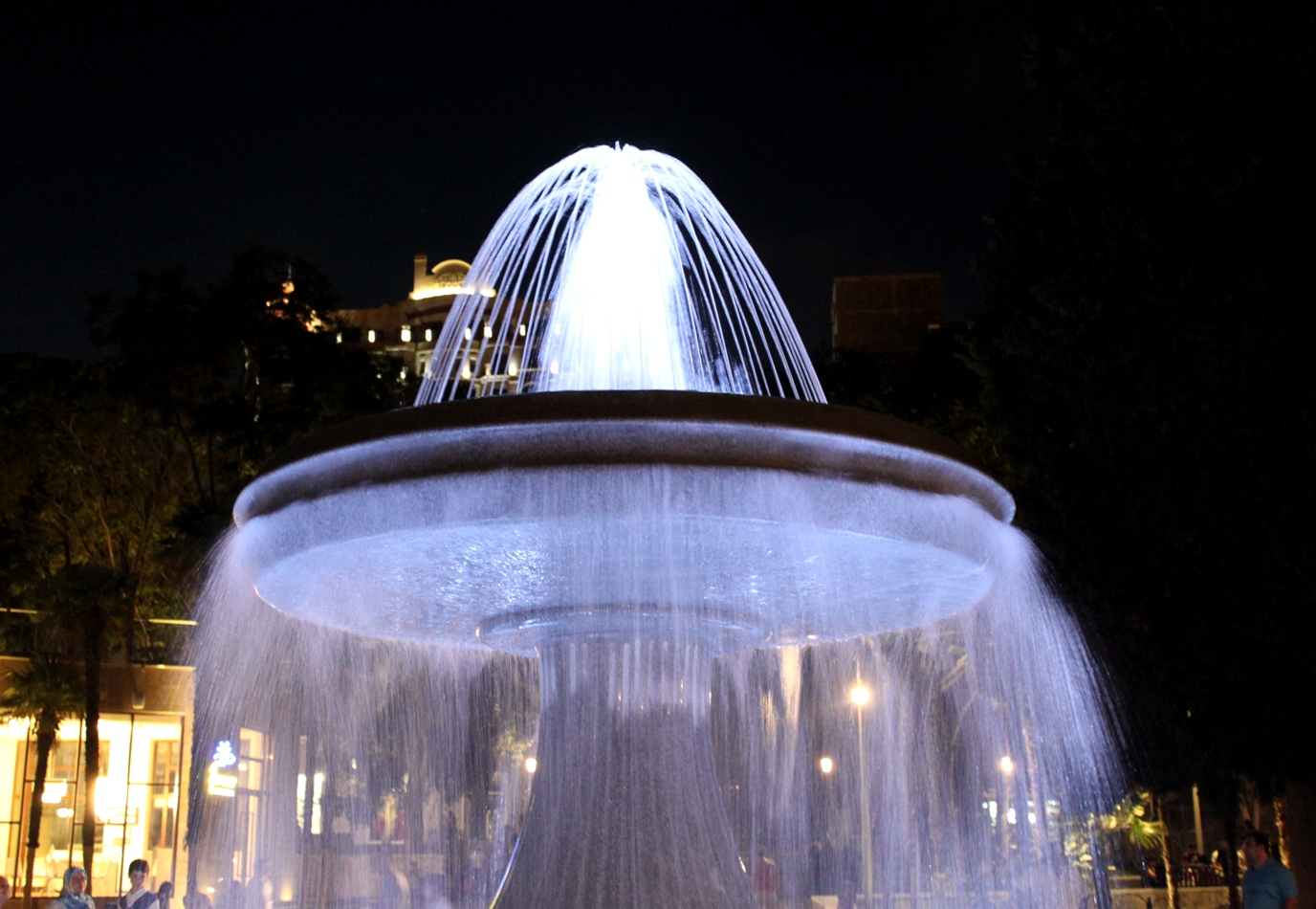
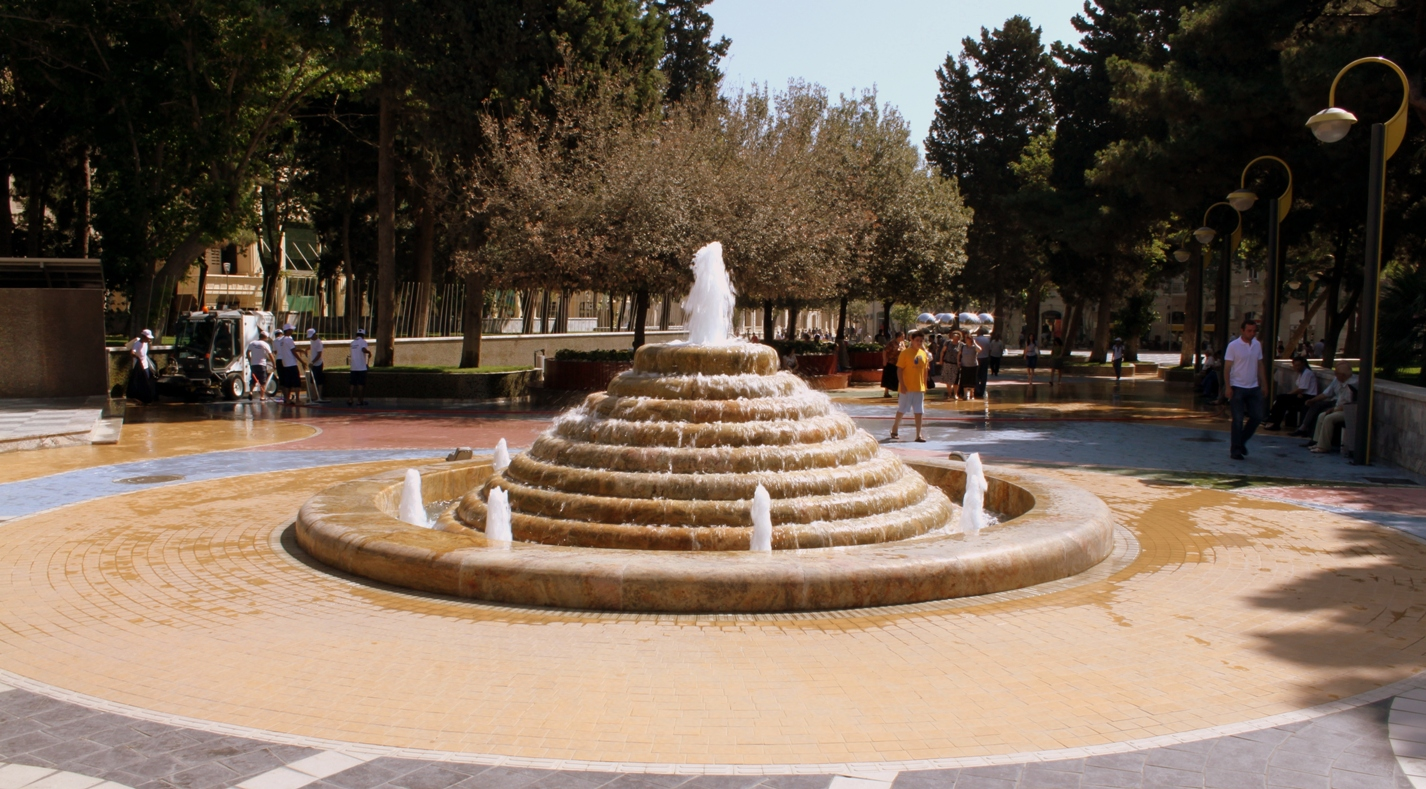
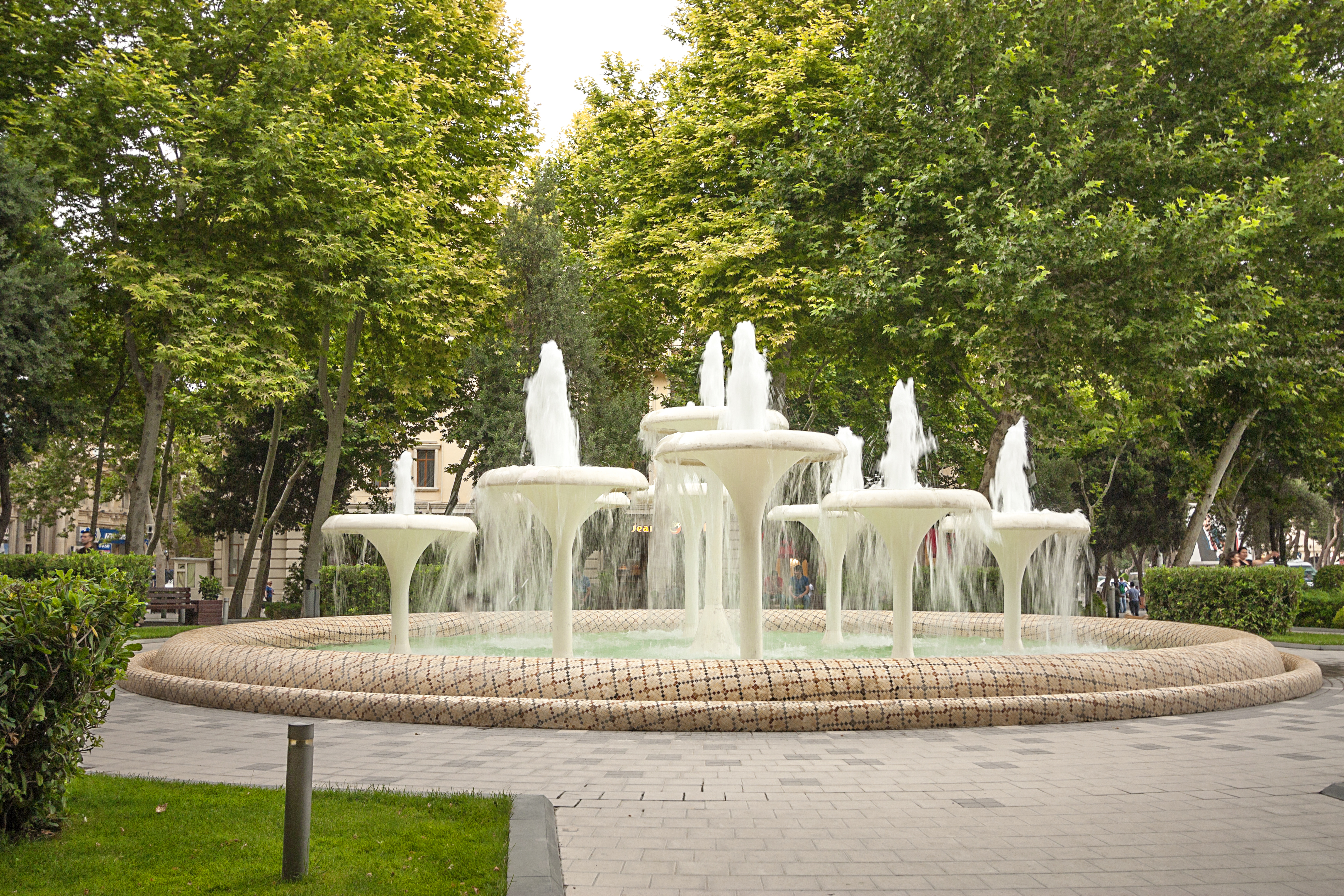
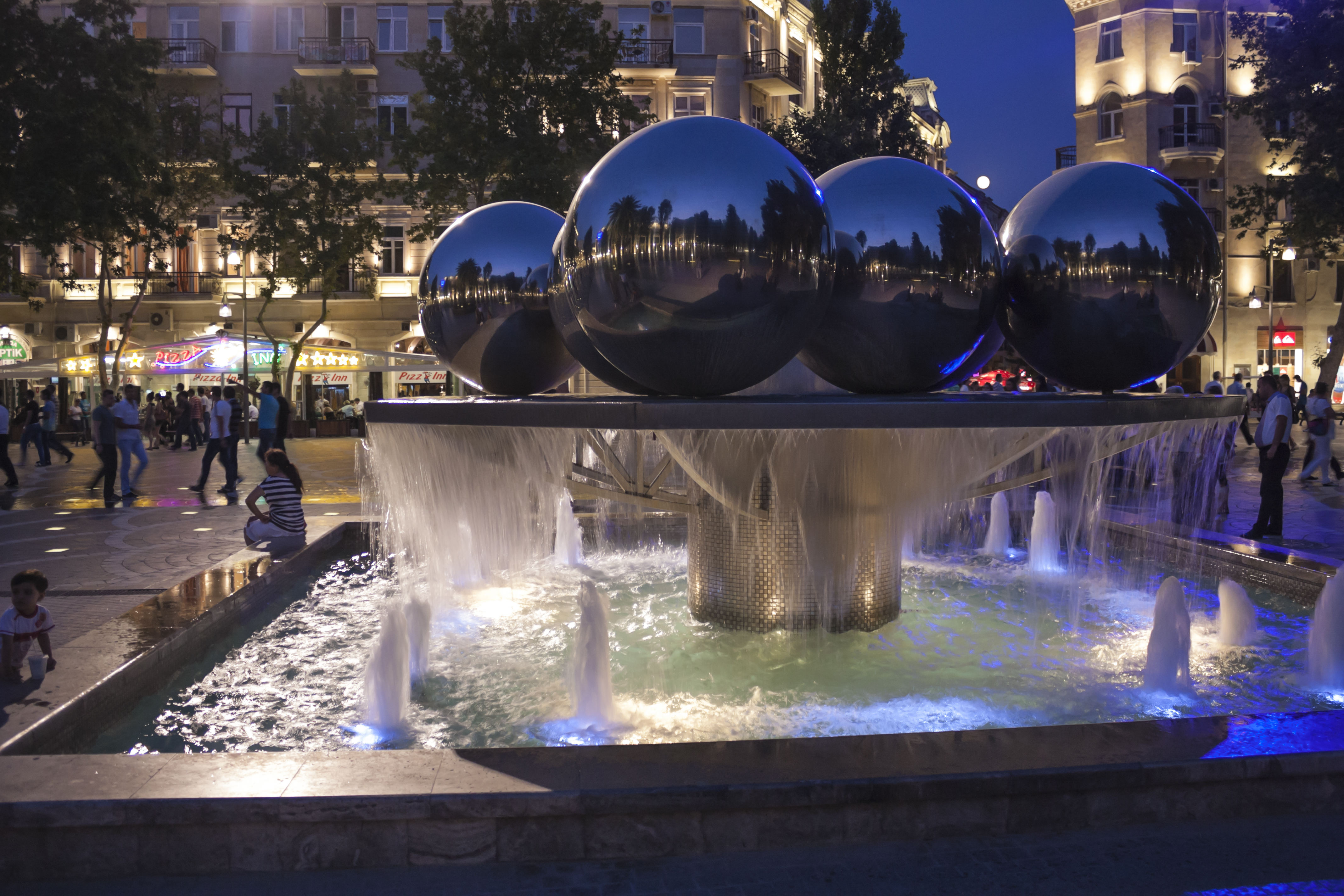
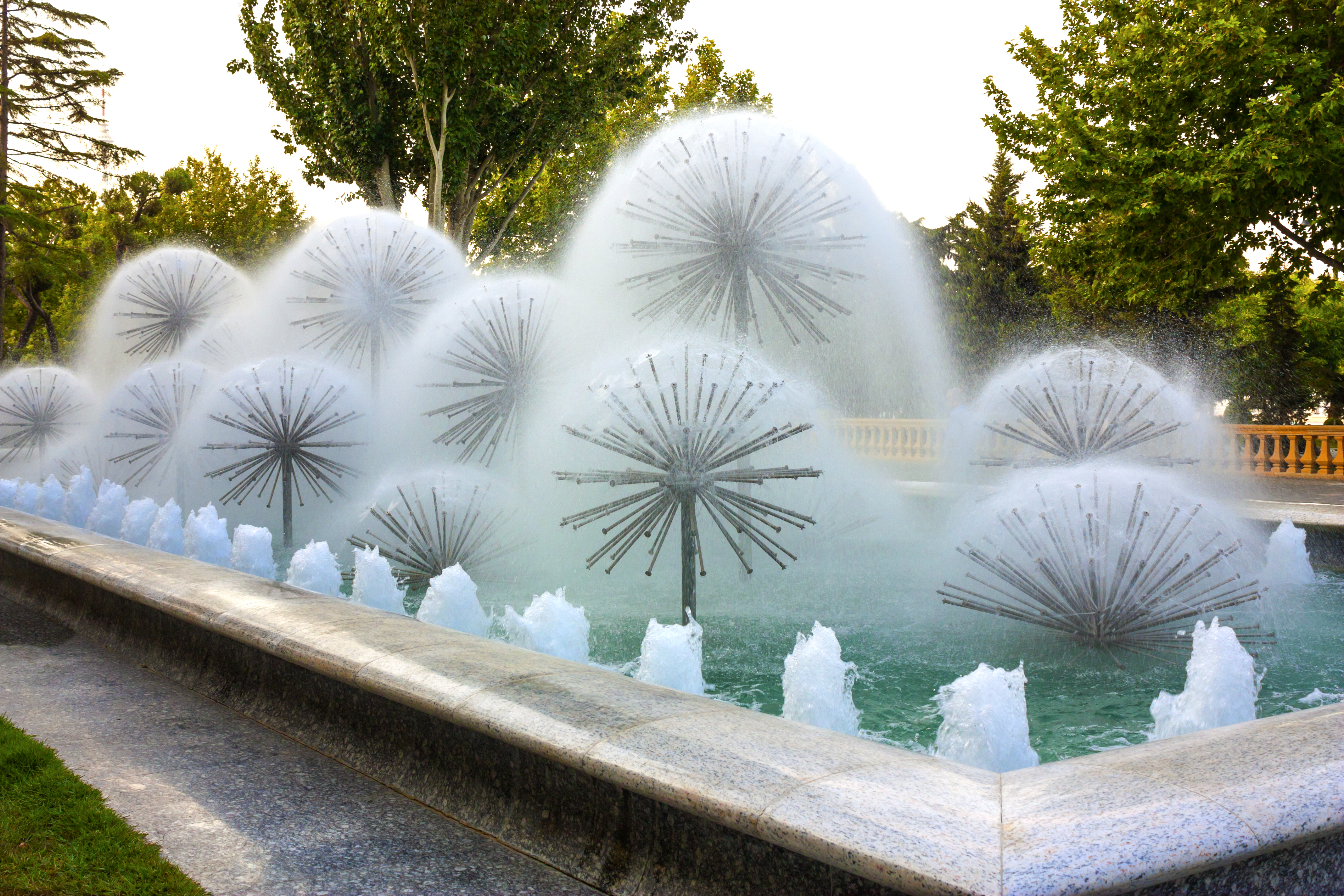